# CBS Orchestra
The CBS Orchestra je house-band, která pravidelně hraje v noční CBS talk show Davida Lettermana s názvem Noční show Davida Lettermana. Název "CBS Orchestra" nemá nic společného s CBS Symphony Orchestra, Columbia Concert Orchestra ani s CBS Pan American Orchestra. Tato hudební skupina kdysi známá jako The World's Most Dangerous Band (v dobách když Late Night with David Letterman bylo ještě na NBC) hraje pouze v show Davida Lettermana, nikde jinde.
- Paul Shaffer na klávesy (1993-současnost)
- Anton Fig na bicí, perkuse (1993-současnost)
- Felicia Collins na kytaru, zpěv (1993-současnost)
- Sid McGinnis na kytaru (1993-současnost)
- Will Lee na baskytaru, zpěv (1993-současnost)
- Bernie Worrell na syntezátory (1993)
- Tom Malone na trombón (1993-současnost)
- Al Cheznovitz na trumpetu/křídlovku (1993-současnost)
- Bruce Kapler na saxofon (1993-současnost)

## Diskografie
- 1989: Coast to Coast (Capitol Records)
- 1993: The World's Most Dangerous Party (SBK Records, Capitol Records)